# Terry Pendleton
Terry Lee Pendleton (Los Ángeles, California, 16 de julio de 1960), más conocido como Terry Pendleton, es un exjugador profesional estadounidense de béisbol que se desempeñó en la posición de tercera base en las Grandes Ligas de Béisbol (MLB). Logró obtener tres Guantes de Oro.

## Carrera
Pendleton jugó como profesional siete temporadas en St. Louis Cardinals (1984-1990), después pasó por varios equipos, Atlanta Braves (1991-1994), Florida Marlins (1995-1996), Atlanta Braves (1996), Cincinnati Reds (1997), y finalmente, se unió a Kansas City Royals, donde jugó una temporada (1998), y fue el equipo en el que se retiró.

## Premios
Fue galardonado con el Guante de Oro en tres oportunidades (1987, 1989 y 1992).